# Course du Mont Fuji
La course du mont Fuji (富士登山競走, Fuji tozan kyōsō), est une course de montagne reliant la ville de Fujiyoshida au sommet du mont Fuji au Japon. Elle a été créée en 1948.

## Histoire
La course est créée en 1948 par l'association d'athlétisme de Yamanashi et le club d'athlétisme Yamanashi Jiji Shimbun avec le soutien de la préfecture de Yamanashi. La première édition a lieu le 28 juillet 1948. 251 coureurs prennent le départ de la course qui est remportée par Showa Hayakawa, un fermier de 22 ans de l'ancienne ville de Fujikamiyoshida. Lors des premières éditions, les Gouriki se distinguent sur l'épreuve, étant habitués à gravir la montagne dans le cadre de leur activité de porteurs,,.
En 1977, les organisateurs ajoutent une seconde épreuve à l'événement, courue sur le parcours court de 15 km dont l'arrivée se situe à la cinquième station.
En 1985 les femmes sont pour la première fois autorisées à courir et l'année suivante, Kazuko Nakajima s'impose en 2 h 51 min 36 s. Le record féminin n'a pas été battu depuis.
La course se jumelle avec le marathon de la Jungfrau lors de la création de ce dernier en 1993 afin d'attirer plus de coureurs étrangers. En 1994, le Suisse Peter Camenzind est le premier athlète invité à terminer sur le podium en se classant troisième et l'Américaine installée à Tokyo Katy Conlen est la première étrangère à remporter la course, tous sexes confondus. L'année suivante, le duathlète suisse Urs Dellsperger est le premier homme étranger à s'imposer.
La course bat le record de participation lors de l'édition 2010 avec un total de 4 686 coureurs sur les deux parcours. À partir de cette année, la course jusqu'à la cinquième station compte comme épreuve qualificative de l'épreuve principale pour les coureurs amateurs étant donné les problèmes rencontrés par nombre d'entre eux pour atteindre le sommet.
En 2011, Toru Miyahara abaisse son propre record à 2 h 27 min 41 s, devenant ainsi le seul homme à avoir couru sous la barre des 2 h 30.
L'édition 2020 est annulée en raison de la pandémie de Covid-19. Toujours en raison de la pandémie, les inscriptions à l'édition 2021 sont limitées aux coureurs résidant au Japon. Néanmoins, en raison de l'extension d'état d'urgence, la course est à nouveau annulée.

## Parcours
Le départ est donné devant la mairie de Fujiyoshida. Le parcours traverse la ville puis rejoint le sanctuaire Kitaguchi-hongū Fuji Sengen qu'il traverse. Le parcours suit l'itinéraire Yoshida qui effectue l'ascension du mont Fuji jusqu'au sommet. Il mesure 21 km pour environ 3 000 m de dénivelé positif.
À plusieurs reprises, des conditions météorologiques défavorables forcent les organisateurs à abaisser l'arrivée à la cinquième station. Le parcours raccourci mesure 15 km pour 1 480 m. Depuis 1977, une deuxième course est organisée sur ce parcours court.

## Vainqueurs
| Année | Hommes                                              | Temps                                               | Femmes                                              | Temps                                               |
| ----- | --------------------------------------------------- | --------------------------------------------------- | --------------------------------------------------- | --------------------------------------------------- |
| 1948  | Showa Hayakawa                                      | 3 h 10 min 24 s                                     |                                                     |                                                     |
| 1949  | Shigeharu Sasaki                                    | 1 h 31 min 32 s                                     |                                                     |                                                     |
| 1950  | Mitsuaki Gemma                                      | 2 h 57 min 18 s                                     |                                                     |                                                     |
| 1951  | Shinji Sanada                                       | 3 h 7 min 18 s                                      |                                                     |                                                     |
| 1952  | Mitsuaki Gemma                                      | 3 h 0 min 45 s                                      |                                                     |                                                     |
| 1953  | Shinji Sanada                                       | 2 h 58 min 50 s                                     |                                                     |                                                     |
| 1954  | Shinji Sanada                                       | 3 h 7 min 32 s                                      |                                                     |                                                     |
| 1955  | Shinji Sanada                                       | 1 h 25 min 26 s                                     |                                                     |                                                     |
| 1956  | Yasunori Watanabe                                   | 3 h 0 min 37 s                                      |                                                     |                                                     |
| 1957  | Takeo Sato                                          | 1 h 26 min 3 s                                      |                                                     |                                                     |
| 1958  | Yoshiro Arai                                        | 3 h 4 min 1 s                                       |                                                     |                                                     |
| 1959  | Misao Toyama                                        | 2 h 51 min 20 s                                     |                                                     |                                                     |
| 1960  | Mineaki Horiuchi                                    | 2 h 53 min 37 s                                     |                                                     |                                                     |
| 1961  | Mineaki Horiuchi                                    | 2 h 55 min 37 s                                     |                                                     |                                                     |
| 1962  | Eiichi Inoue                                        | 2 h 55 min 40 s                                     |                                                     |                                                     |
| 1963  | Tomonobu Shiino                                     | 2 h 52 min 27 s                                     |                                                     |                                                     |
| 1964  | Ryoji Omura                                         | 1 h 11 min 14 s                                     |                                                     |                                                     |
| 1965  | Takei Nori                                          | 2 h 44 min 55 s                                     |                                                     |                                                     |
| 1966  | Takei Nori                                          | 2 h 44 min 23 s                                     |                                                     |                                                     |
| 1967  | Takei Nori                                          | 2 h 21 min 17 s                                     |                                                     |                                                     |
| 1968  | Takei Nori                                          | 2 h 47 min 7 s                                      |                                                     |                                                     |
| 1969  | Isamu Narano                                        | 2 h 47 min 0 s                                      |                                                     |                                                     |
| 1970  | Takei Nori                                          | 2 h 45 min 59 s                                     |                                                     |                                                     |
| 1971  | Isamu Narano                                        | 2 h 56 min 53 s                                     |                                                     |                                                     |
| 1972  | Nobuo Masubuchi                                     | 2 h 51 min 52 s                                     |                                                     |                                                     |
| 1973  | Yoshitaka Ishikura                                  | 2 h 54 min 42 s                                     |                                                     |                                                     |
| 1974  | Osamu Kobayashi                                     | 1 h 25 min 54 s                                     |                                                     |                                                     |
| 1975  | Yoshiaki Takizawa                                   | 2 h 56 min 43 s                                     |                                                     |                                                     |
| 1976  | Kaoru Chino                                         | 2 h 54 min 27 s                                     |                                                     |                                                     |
| 1977  | Kaoru Chino                                         | 2 h 50 min 30 s                                     |                                                     |                                                     |
| 1978  | Yasukazu Kitamura                                   | 2 h 52 min 40 s                                     |                                                     |                                                     |
| 1979  | Hatsuo Okubo                                        | 2 h 47 min 18 s                                     |                                                     |                                                     |
| 1980  | Yoshio Kamiato                                      | 1 h 19 min 28 s                                     |                                                     |                                                     |
| 1981  | Yoshio Kamiato                                      | 2 h 55 min 11 s                                     |                                                     |                                                     |
| 1982  | Kaoru Chino                                         | 1 h 20 min 14 s                                     |                                                     |                                                     |
| 1983  | Hideaki Yamada                                      | 2 h 45 min 25 s                                     |                                                     |                                                     |
| 1984  | Taichi Kitamura                                     | 2 h 50 min 6 s                                      |                                                     |                                                     |
| 1985  | Kaoru Chino                                         | 2 h 48 min 20 s                                     | Okuda Yanagi                                        | 3 h 37 min 29 s                                     |
| 1986  | Yuji Serizawa                                       | 2 h 42 min 16 s                                     | Kazuko Nakajima                                     | 2 h 51 min 36 s                                     |
| 1987  | Kazunari Sasaki                                     | 2 h 48 min 19 s                                     | Kazuko Sasaki                                       | 2 h 59 min 33 s                                     |
| 1988  | Yuji Serizawa                                       | 2 h 37 min 58 s                                     | Kazuko Sasaki                                       | 2 h 56 min 31 s                                     |
| 1989  | Yuji Serizawa                                       | 2 h 39 min 18 s                                     | Kazuko Sasaki                                       | 3 h 2 min 12 s                                      |
| 1990  | Yuji Serizawa                                       | 2 h 36 min 23 s                                     | Fumiko Aoki                                         | 3 h 29 min 10 s                                     |
| 1991  | Yuji Serizawa                                       | 2 h 39 min 58 s                                     | Yumiko Sakai                                        | 3 h 29 min 51 s                                     |
| 1992  | Yuji Serizawa                                       | 2 h 41 min 8 s                                      | Sanae Kanamori                                      | 3 h 33 min 52 s                                     |
| 1993  | Yuji Serizawa                                       | 1 h 21 min 16 s                                     | Misako Kato                                         | 1 h 44 min 0 s                                      |
| 1994  | Yuji Serizawa                                       | 2 h 41 min 1 s                                      | Katy Conlen                                         | 3 h 30 min 37 s                                     |
| 1995  | Urs Dellsperger                                     | 2 h 40 min 26 s                                     | Yukino Sato                                         | 3 h 28 min 25 s                                     |
| 1996  | Yuji Serizawa                                       | 2 h 39 min 35 s                                     | Nobuko Ohata                                        | 3 h 33 min 18 s                                     |
| 1997  | Martin von Känel                                    | 2 h 37 min 30 s                                     | Carolina Reiber                                     | 3 h 18 min 58 s                                     |
| 1998  | Yuji Serizawa                                       | 2 h 40 min 2 s                                      | Vroni Steinmann                                     | 3 h 26 min 2 s                                      |
| 1999  | Nicolao Lanfranchi                                  | 2 h 53 min 44 s                                     | Yoshimi Hoshino                                     | 3 h 10 min 23 s                                     |
| 2000  | Osamu Kobayashi                                     | 1 h 20 min 43 s                                     | Yoshimi Hoshino                                     | 1 h 31 min 25 s                                     |
| 2001  | Osamu Kobayashi                                     | 2 h 47 min 54 s                                     | Yoshimi Hoshino                                     | 3 h 5 min 16 s                                      |
| 2002  | Tsuyoshi Kaburaki                                   | 2 h 52 min 53 s                                     | Yoshimi Hoshino                                     | 3 h 10 min 17 s                                     |
| 2003  | Tsuyoshi Kaburaki                                   | 2 h 47 min 57 s                                     | Azusa Nojiri                                        | 3 h 12 min 51 s                                     |
| 2004  | Mark Werner                                         | 2 h 45 min 54 s                                     | Azusa Nojiri                                        | 3 h 6 min 2 s                                       |
| 2005  | Tsuyoshi Kaburaki                                   | 2 h 49 min 41 s                                     | Azusa Nojiri                                        | 3 h 15 min 27 s                                     |
| 2006  | Toru Miyahara                                       | 2 h 32 min 40 s                                     | Miho Kawaguchi                                      | 3 h 36 min 52 s                                     |
| 2007  | Yutaka Goto                                         | 2 h 42 min 55 s                                     | Yuri Kanbara                                        | 3 h 33 min 55 s                                     |
| 2008  | Tadao Yokoyama                                      | 2 h 47 min 4 s                                      | Yuri Kanbara                                        | 3 h 12 min 21 s                                     |
| 2009  | Toru Miyahara                                       | 1 h 15 min 15 s                                     | Yuri Kanbara                                        | 1 h 33 min 0 s                                      |
| 2010  | Shinya Takahashi                                    | 2 h 53 min 0 s                                      | Yoshimi Hoshino                                     | 3 h 18 min 41 s                                     |
| 2011  | Toru Miyahara                                       | 2 h 27 min 41 s                                     | Mina Ogawa                                          | 3 h 10 min 45 s                                     |
| 2012  | Jonathan Wyatt                                      | 2 h 33 min 59 s                                     | Mina Ogawa                                          | 3 h 7 min 51 s                                      |
| 2013  | Dai Matsumoto                                       | 2 h 49 min 40 s                                     | Leah Daugherty                                      | 3 h 23 min 47 s                                     |
| 2014  | Dai Matsumoto                                       | 2 h 47 min 45 s                                     | Ruth Croft                                          | 3 h 11 min 44 s                                     |
| 2015  | Sho Matsumoto                                       | 2 h 45 min 56 s                                     | Mina Ogawa                                          | 3 h 13 min 39 s                                     |
| 2016  | Sho Matsumoto                                       | 1 h 19 min 22 s                                     | Stevie Kremer                                       | 1 h 36 min 45 s                                     |
| 2017  | Shun Gorotani                                       | 2 h 31 min 34 s                                     | Yuri Yoshizumi                                      | 3 h 1 min 17 s                                      |
| 2018  | Shun Gorotani                                       | 2 h 39 min 28 s                                     | Yuri Yoshizumi                                      | 3 h 11 min 34 s                                     |
| 2019  | Yuki Yamada                                         | 1 h 17 min 26 s                                     | Yuri Yoshizumi                                      | 1 h 37 min 23 s                                     |
| 2020  | Course annulée en raison de la pandémie de Covid-19 | Course annulée en raison de la pandémie de Covid-19 | Course annulée en raison de la pandémie de Covid-19 | Course annulée en raison de la pandémie de Covid-19 |
| 2021  | Course annulée en raison de la pandémie de Covid-19 | Course annulée en raison de la pandémie de Covid-19 | Course annulée en raison de la pandémie de Covid-19 | Course annulée en raison de la pandémie de Covid-19 |
| 2022  | Daiki Kai                                           | 2 h 51 min 50 s                                     | Yuri Yoshizumi                                      | 3 h 15 min 12 s                                     |
| 2023  | Omi Ryunosuke                                       | 2 h 41 min 31 s                                     | Yuri Yoshizumi                                      | 3 h 16 min 53 s                                     |
| 2024  | Omi Ryunosuke                                       | 2 h 42 min 24 s                                     | Yuri Yoshizumi                                      | 3 h 13 min 8 s                                      |
| 2025  | Ruy Ueda                                            | 2 h 36 min 43 s                                     | Yuri Yoshizumi                                      | 3 h 8 min 36 s                                      |

 Record de l'épreuve